# Buskmes
Buskmes (Psaltriparus minimus) är en nordamerikansk fågel i familjen stjärtmesar inom ordningen tättingar.

## Utseende och läten
Buskmesen är en mycket liten (10–11 cm), långstjärtad fågel med liten knubbig näbb nära släkt med stjärtmesen. Fjäderdräkten är överlag gråbrun, mer grå inåt landet och vid kusten brunare med brunaktig hjässa. Honan har ljust öga, hanen mörkt. Vissa fåglar, framför allt unga hanar i Texas, har en svart ögonmask. Från flockar hörs tunna och gnissliga "skrrr" eller "tzeee" med ljusa och klara tjippande läten.

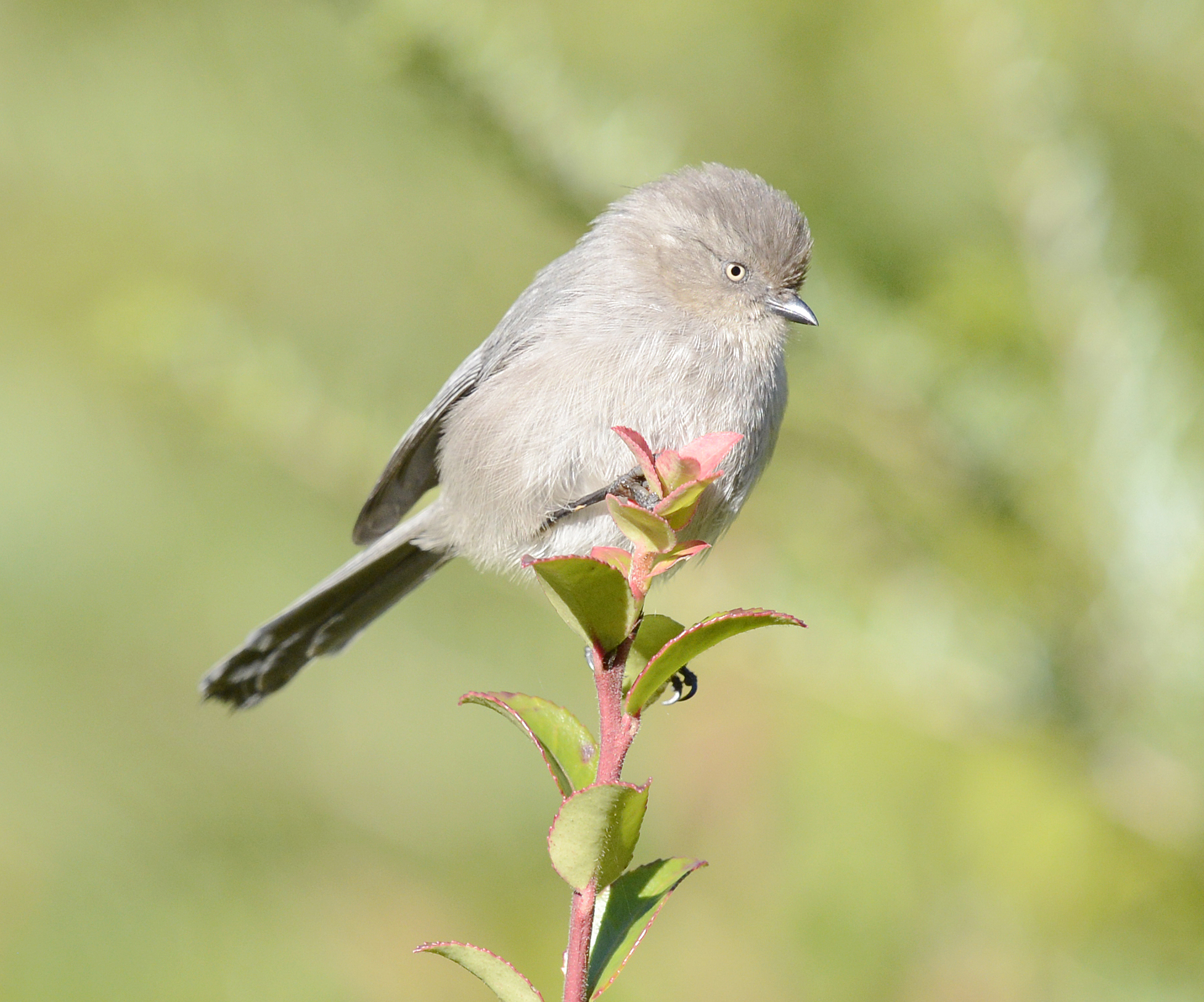
Hona buskmes med ljust öga.

## Utbredning och systematik
Buskmes placeras som enda art i släktet Psaltriparus. Den delas in i elva underarter med följande utbredning:
- minimus-gruppen
  - Psaltriparus minimus saturatus – södra British Columbia, lågländer vid Pugetsundet och Whidbey Island
  - Psaltriparus minimus minimus – Stillahavskusten väster om Kaskadbergen (från norra Oregon till södra Kalifornien)
  - Psaltriparus minimus californicus – södra Oregons inland till södra Kalifornien (Kern County)
  - Psaltriparus minimus melanurus – kustnära södra Kalifornien (norra San Diego County) till norra Baja California
  - Psaltriparus minimus grindae – berg i södra Baja California (Sierra de la Laguna)
- Psaltriparus minimus plumbeus - förekommer från östra Oregon till Idaho, Wyoming, Arizona, New Mexico, västra Texas
- melanotis-gruppen
  - Psaltriparus minimus dimorphicus – berg i nordvästra Mexiko (från Sonora till Sinaloa och norra Coahuila)
  - Psaltriparus minimus iulus – berg i västra Mexiko (från Durango till södra Jalisco och västra Tamaulipas)
  - Psaltriparus minimus personatus – berg i centrala Mexiko (från Michoacán till västra Veracruz och Puebla)
  - Psaltriparus minimus melanotis – berg i södra Mexiko (Guerrero, Oaxaca och Chiapas) till Guatemala

## Levnadssätt
Buskmesen är en mycket aktiv fågel som liksom andra medlemmar av familjen stjärtmesar ses i flockar i konstant rörelse, på jakt efter små spindeldjur eller insekter. Den hittas i öppen skog och buskmark.
Buskmesar bygger ett sockliknande hängande bo av mossa, spindelväv och gräs. Ett buskmes par får ofta hjälp av andra buskmesar med att mata ungarna, ovanligt nog av adulta hanar. Även olikt många andra fåglar sover de familjevis i boet nattetid. När ungarna är flygga lämnar familjen boet och sover därefter tillsammans på grenar.

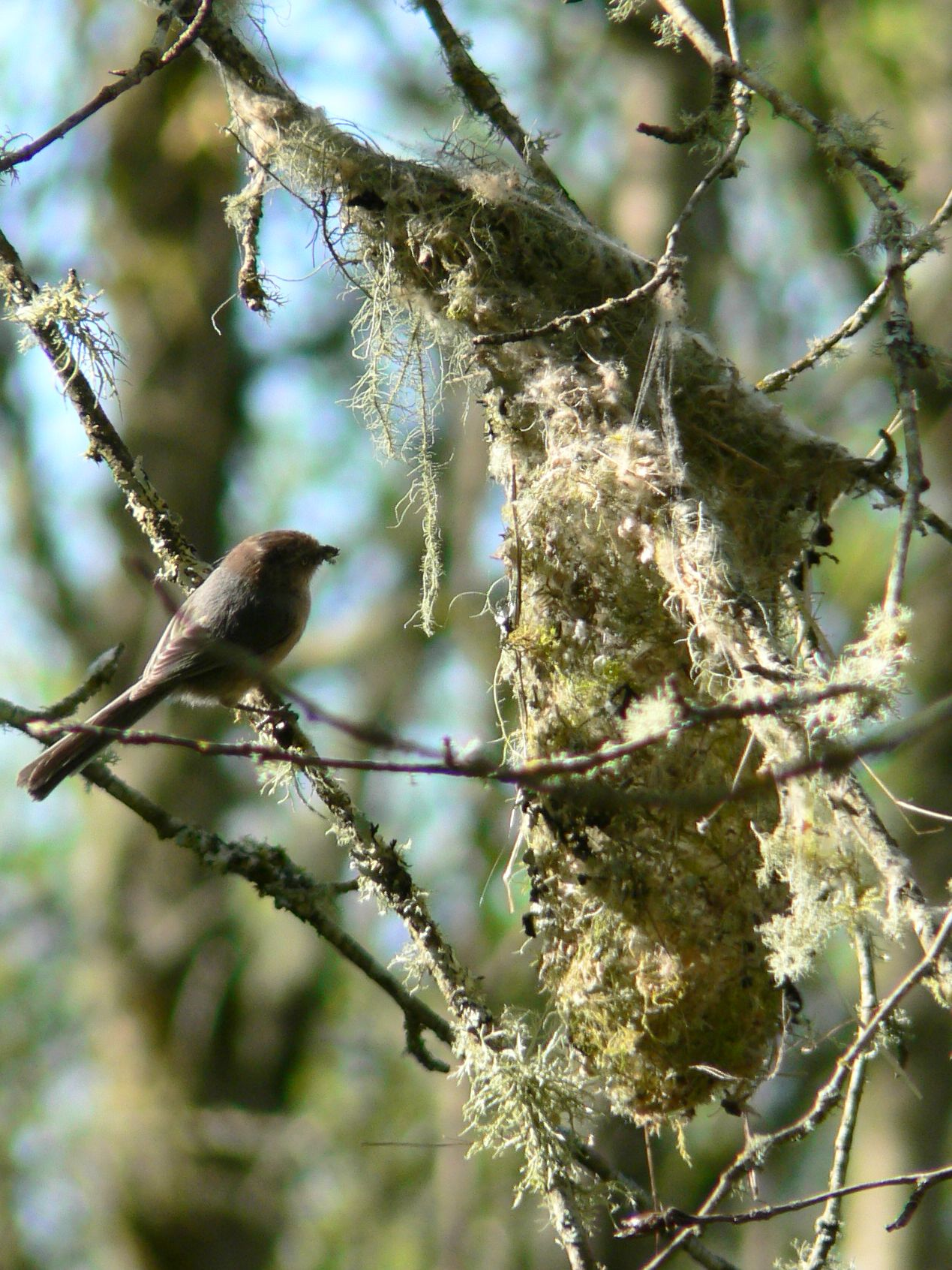
En buskmes vid sitt bo.

## Status och hot
Arten har ett stort utbredningsområde och en stor population med stabil utveckling och tros inte vara utsatt för något substantiellt hot. Utifrån dessa kriterier kategoriserar internationella naturvårdsunionen IUCN arten som livskraftig (LC).